# Lina Ciobanu
Lina Ciobanu, född 1920, var en rumänsk politiker (kommunist). Hon var minister för lätt industri 1975-1987. 
Hon kom från en fattig bondefamilj. Hon var dotter till Gheorghe Năstase och Maria Gheorghe. Hon bosatte sig 1946 i Bukarest, där hon arbetade i fabrik. 1965 tog hon examen från fakulteten för allmän ekonomi vid Bukarest Institut för Ekonomiska studier. Hon gifte sig med Ioan Ciobanu. 
Hon engagerade sig i partipolitiken och steg gradvis i graderna. Hon vidareutbildade sig i partiets regi från 1951, blev 1954 instruktör för Bukarest stads partikomitté, och 1956 chef för "kvinnopartiarbetet". Hon blev 1965 suppleant i PCR:s centralkommitté, från vilken tidpunkt hon hade flera viktiga befattningar: ordförande för exekutivkommittén av folkrådet i sektor 2 i Bukarest 1965-1974, ordförande för kvinnors nationalkomitté 1974-1977, minister för lätt industri 1975-1984, ordförande för UGSR:s CC 1984-1987, och ordförande i sanitära rådet 1987-1989. 
Hon valdes 1977 in i politbyrån. Hon blev tillsammans med Elena Ceaușescu den första kvinna på att väljas in i politbyrån sedan Ana Pauker trettio år tidigare, och var tillsammans med Pauker en av endast tre kvinnor att uppnå fullt medlemskap i partibyråns politiska exekutiva kommitté. 1984 var hon tillfällig sekreterare i centralkommittén.  
Lina Ciobanus framgångsrika politiska karriär under Ceaușescu-regimen har tillskrivits hennes vänskap med Elena Ceaușescu. Under 1970-talet började det rumänska kommunistpartiet alltmer driva sin officiella policy om kvinnors lika rättigheter, och detta har tillskrivits Elena Ceaușescus ambitioner, då hon själv började stiga i graderna jämsides med att partiets officiella jämställdhetspolicy plötsligt började prioriteras. En liten minoritet kvinnliga partimedlemmar ska då ha befordrats för att legitimera Elena Ceaușescus allt högre ställning. Till skillnad från Elena Ceaușescu, som befordrades endast i egenskap av att vara gift med Nicolae Ceaușescu, hade dock Lina Ciobanu i kontrast en lång och stegvis politisk karriär bakom sig, som väl meriterade henne för de tjänster hon fick. Oavsett blev hon befordrad och stöttad i sin politiska karriär av Elena Ceaușescu.
"Hon absorberar inte alltid kritik och har ibland en tendens att skryta", förklarade Constantin Murărescu om partimedlemmen Lina Ciobanu. 
Lina Ciobanu led från 1970 av hälsoproblem. Hon led bland annat av cervikal spondylos, högt blodtryck och akut bronkit. 
Efter kommunistregimens fall 1989 fängslades hon och delade cell med Cornelia Filipaș och Ana Mureșan. 1994 benådades Lina Ciobanu av president Ion Iliescu.